# Artur Svensson
Artur Hjalmar Sölve Svensson (Finspång, 16 gennaio 1901 – Finspång, 20 gennaio 1984) è stato un velocista svedese, specializzato nei 400 metri piani.

## Palmarès

### Olimpiadi
- Argento a Parigi 1924 nella staffetta 4×400 metri.